# Dig It
«Dig It» (с англ. — «Зацени это») — песня группы «Битлз», вышедшая на альбоме Let It Be. Композиция является одной из немногих (и второй по счёту после «Flying») песен группы, чьё авторство приписано одновременно всем четырём её участникам. Песня, по сути, является результатом двух студийных джемов, проведенных группой в январе 1969 года.

## Запись песни
Во время студийной работы над альбомом Let It Be было записано множество версий песни: 24, 26, 27, 28 и 29 января 1969 года. 51-секундный фрагмент, вошедший в итоге в альбом, является частью более чем 12-минутного студийного джема, состоявшегося 26 января. Более длинный фрагмент той же сессии (длиной около четырёх с половиной минут) был включён в документальный фильм «Пусть будет так». Кроме «официальных» участников записи (их список представлен ниже) в работе принимала участие также шестилетняя дочь Линды Истман Хизер, однако её партии, заключавшиеся в бессловесных подголосках, в опубликованную версию не вошли.
Текст всей композиции представлял собой причудливую мешанину из слов, позаимствованных из песен «Twist and Shout» и «Like a Rolling Stone», сдобренных многочисленными импровизациями Леннона. В конце песни звучит фальцетный речитатив («That was „Can You Dig It“ by Georgie Wood, and now we’d like to do „Hark The Angels Come“»), взятый из записи, осуществлённой 24 января.
В записи участвовали:
- Джон Леннон — основной вокал, шестиструнная бас-гитара
- Пол Маккартни — пианино
- Джордж Харрисон — соло-гитара
- Ринго Старр — ударные
- Билли Престон — орга́н Хаммонда
- Джордж Мартин — шейкер

## Кавер-версии
- Словенская группа Laibach записала кавер-версию песни для своего альбома Let It Be (1988 год).

## Примечание
1. ↑  Буквальное значение оборота dig it — «рой это», «копайся в этом». Однако в данном случае речь идёт о переносном значении: английский глагол to dig в разговорном и сленговом употреблении может означать «понять, оценить, (по)любить, обратить внимание, поближе познакомиться» (см. Глазунов С. А. Новый англо-русский словарь современной разговорной лексики, 2003).